# 周道 (嘉靖進士)
周道（？年—？年），字大經，號竹溪，河南懷慶衛軍籍南直隶和州人。明朝進士、官员。

## 生平
早年受學於何瑭。嘉靖四年（1525年）乙酉科河南鄉試舉人，嘉靖五年（1526年）丙戌科第三甲第九十七名進士，授蠡县知县，平易多惠政，丁忧去职。改玉田县，十二年九月选授云南道試监察御史，十三年五月實授，十四年巡按宣大，大同兵变，主张只勠首恶，余党不治罪，军民骚动立息，肖其像于太平樓祭祀。后巡按真定，十七年九月监试武举，十八年扈從世宗南巡承天府，途中弹劾权贵，为党人所排挤，被褫職归乡。家居二十六年，角巾布衣，坦率無忤。巡抚劉應節稱其自少至老，赤子之心不失，世人认为是確論。祀乡贤。